# Ludo De Keulenaer
Ludo De Keulenaer (* 16. Januar 1960 in Brasschaat) ist ein ehemaliger belgischer Radrennfahrer.

## Sportliche Laufbahn
Seine größten Erfolge als Amateur waren die Siege in der Tour de Namur und in der Ronde van Brabant 1981. Bei der Internationalen Friedensfahrt war er 1981 am Start und wurde 25. des Endklassements.
1982 wurde er Berufsfahrer im Radsportteam TI-Raleigh. De Keulenaer galt als zuverlässiger Helfer seiner jeweiligen Kapitäne (unter anderem von Phil Anderson und Eric Vanderaerden). Er fuhr die Tour de France viermal, der 61. Platz 1982 war dabei sein bestes Resultat in der Gesamteinzelwertung. Den Giro d’Italia bestritt er 1986, wobei er als 129. klassiert wurde. Dreizehnmal startete er bei Rennen der Monumente des Radsportes, der 6. Platz in der Flandern-Rundfahrt 1984 war dabei sein bestes Ergebnis.